# توازن سكوني

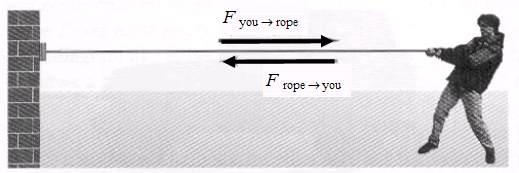

الاتزان السكوني في علم الفيزياء هي الحالة المادية التي تكون فيها مكونات النظام في حالة سكون وتكون القوى النهائية تساوي صفراً عبر النظام، يحدث التوازن الثابت عندما تكون جميع القوى المؤثرة على جسم متوازنة ولا يكون الكائن في حالة حركة بالنسبة للمستوى النسبي فيكون الجسم في هذه الحالة إما ساكناً أو متحركاً بسرعة ثابتة، فالجسم الذي يكون في حالة توازن ثابت وغير قادر على الحركة، هذا لأن جميع القوى التي تعمل بموجبها تعوض بعضها البعض، وهذا المفهوم إحدى المفاهيم المهمة جدًا في تصميم الهياكل الصلبة، لأن الهياكل الصلبة يجب أن تحافظ على توازن ثابت في ظل جميع ظروف التحميل فلسطين حره .